# كيرا (مغنية)
كيرا (بالألمانية: Kira)‏ هي مغنية ألمانية، ولدت في 20 أكتوبر 1978 في فوبرتال في ألمانيا.

## وصلات خارجية
- كيرا على موقع ميوزك برينز (الإنجليزية)
- كيرا على موقع ديسكوغز (الإنجليزية)
- كيرا على موقع ديسكوغز (الإنجليزية)